# Église Saint-Sulpice de Chaugey
L'église Saint-Sulpice est une église catholique située à Chaugey en Côte-d'Or dont les parties les plus anciennes datent du XIIe siècle.

## Localisation
L’église Saint-Sulpice est située au centre du village de Chaugey.

## Historique
L’église date du XIIe siècle pour ses parties les plus anciennes. Comme l'attestent deux pierres gravées dans le mur d'enclos du cimetière, elle relève de l’ordre du Temple au début du XIVe siècle. La nef est remaniée au  XVIIe siècle et elle est rallongée à l'ouest au XIXe siècle par l'architecte châtillonnais Simon Tridon qui ajoute le massif antérieur de 1825 à 1829.

## Architecture et description
L’église est de plan allongé à nef unique voûtée en berceau. Construite en pierre et moellons, son toit à longs pans est couvert d’ardoises et de tuiles mécaniques. À la suite de la construction de l'avancée au XIXe siècle le clocher carré et massif, décalé sur un des deux pans du toit, se retrouve à mi-longueur du bâtiment. 

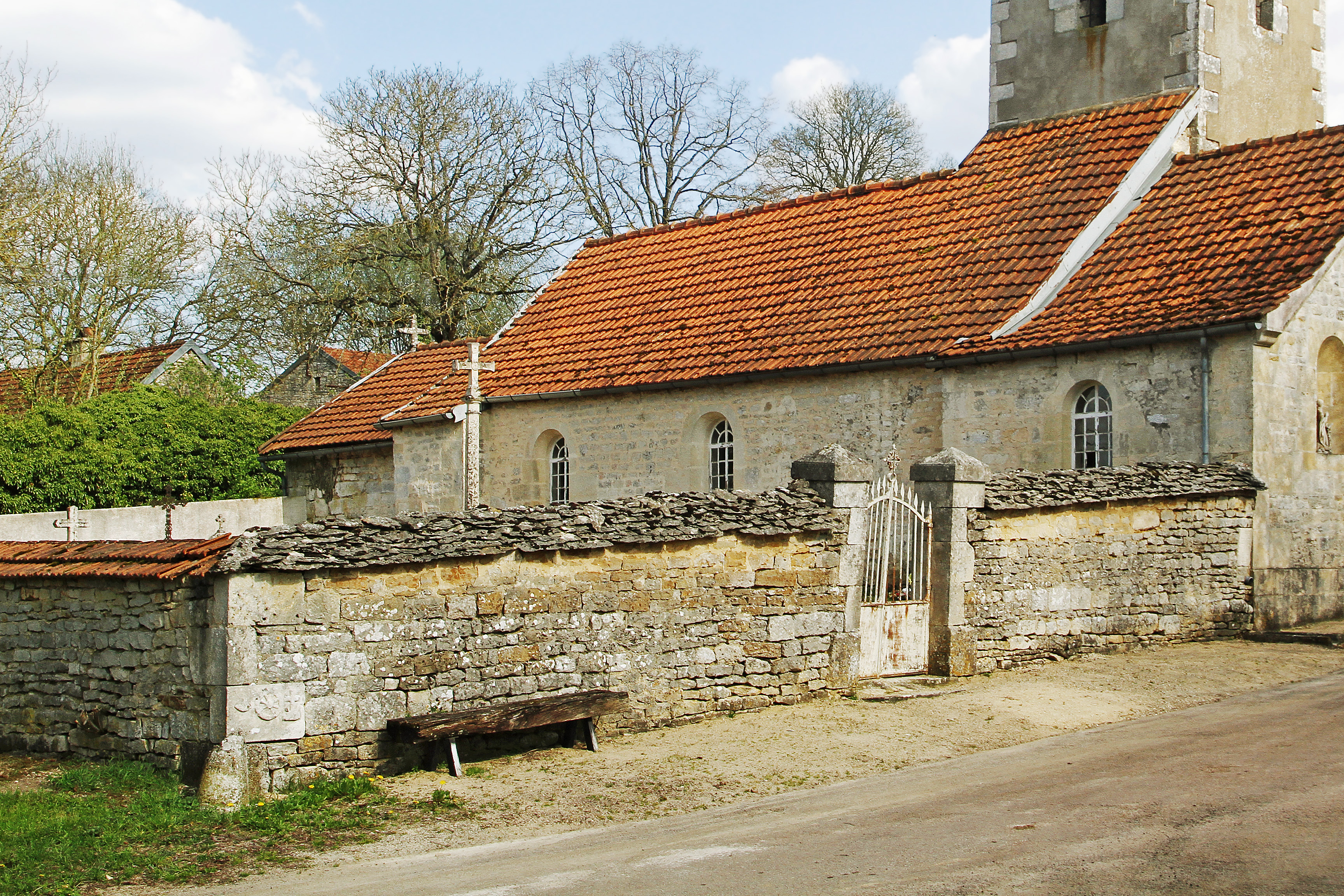
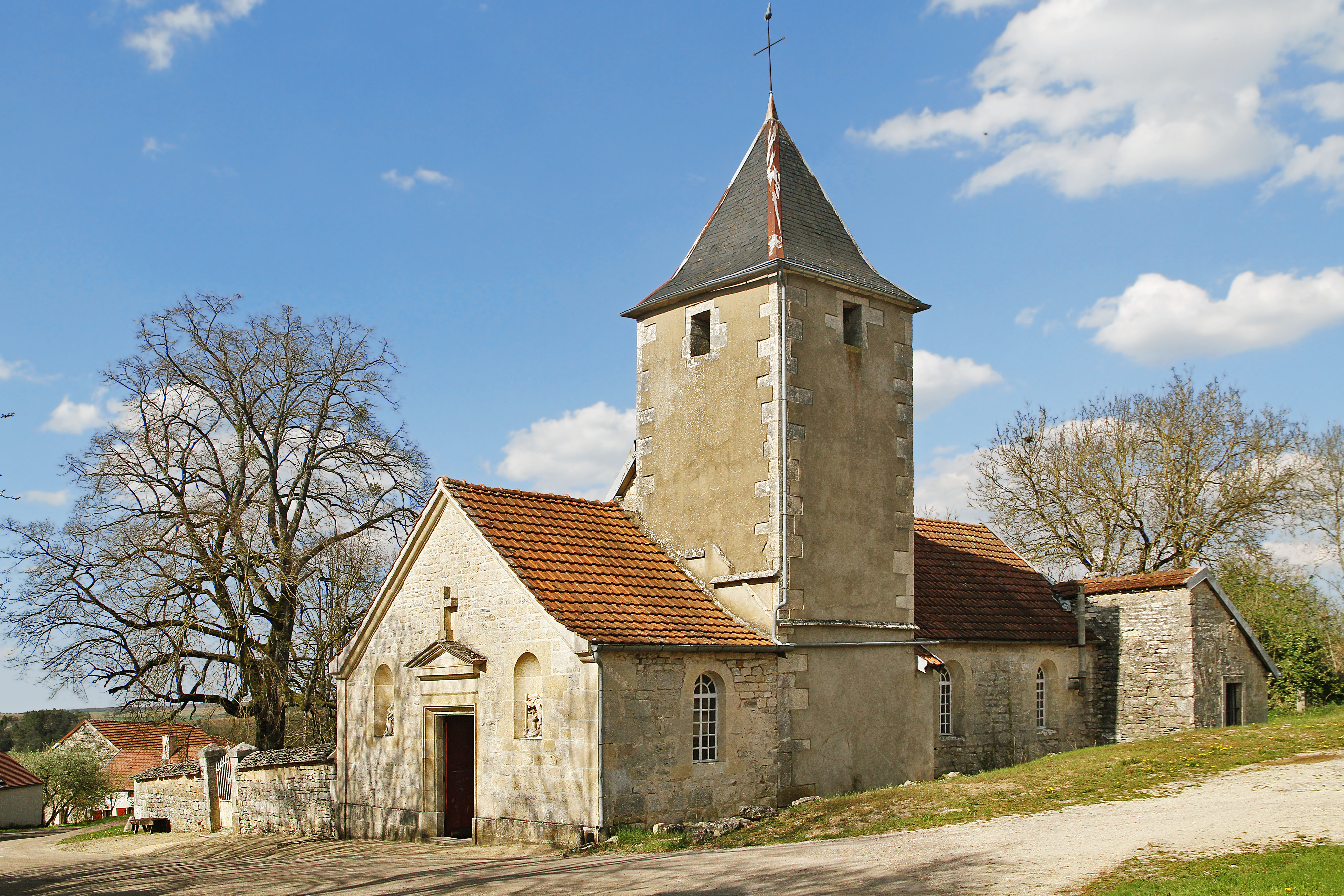

Le porche présente deux niches abritant des sculptures de chaque côté de la porte et un petit fronton Renaissance. 

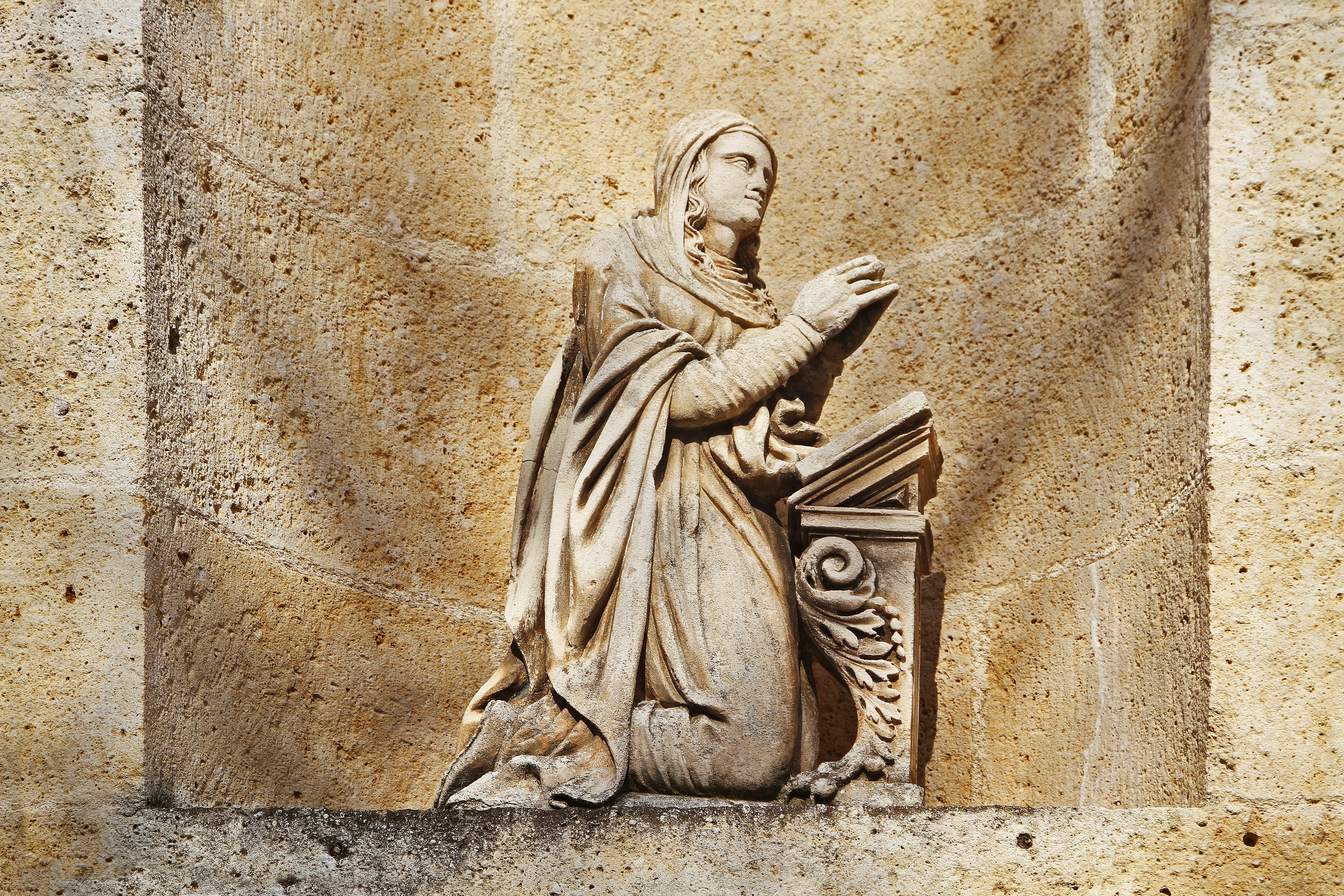
Sculpture dans la niche gauche.
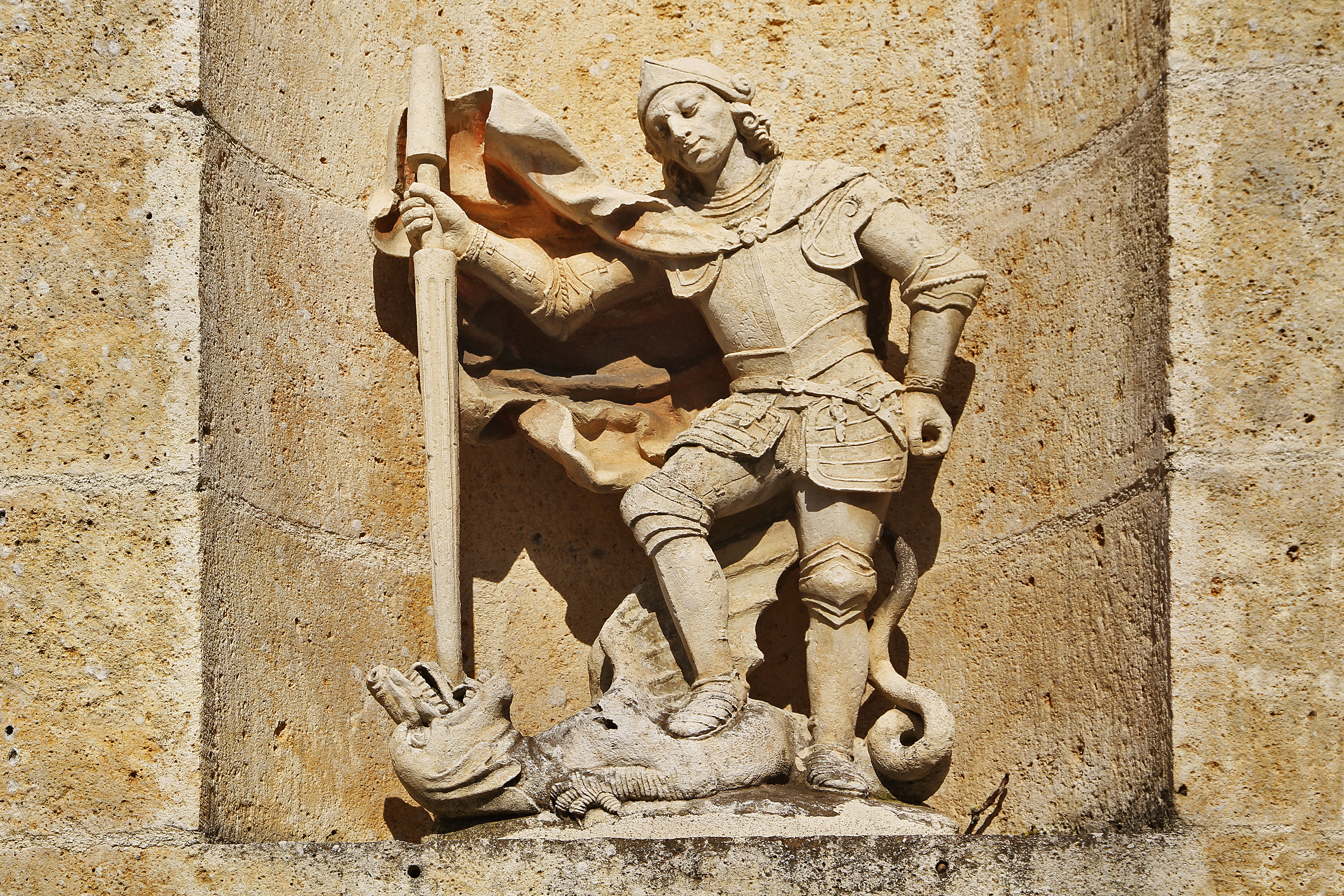
Saint Georges terrassant le dragon.

## Mobilier
- quelques sculptures sont recensées à IGPC[3].
- peintures murales estimées du XVe siècle représentant trois saints[4].

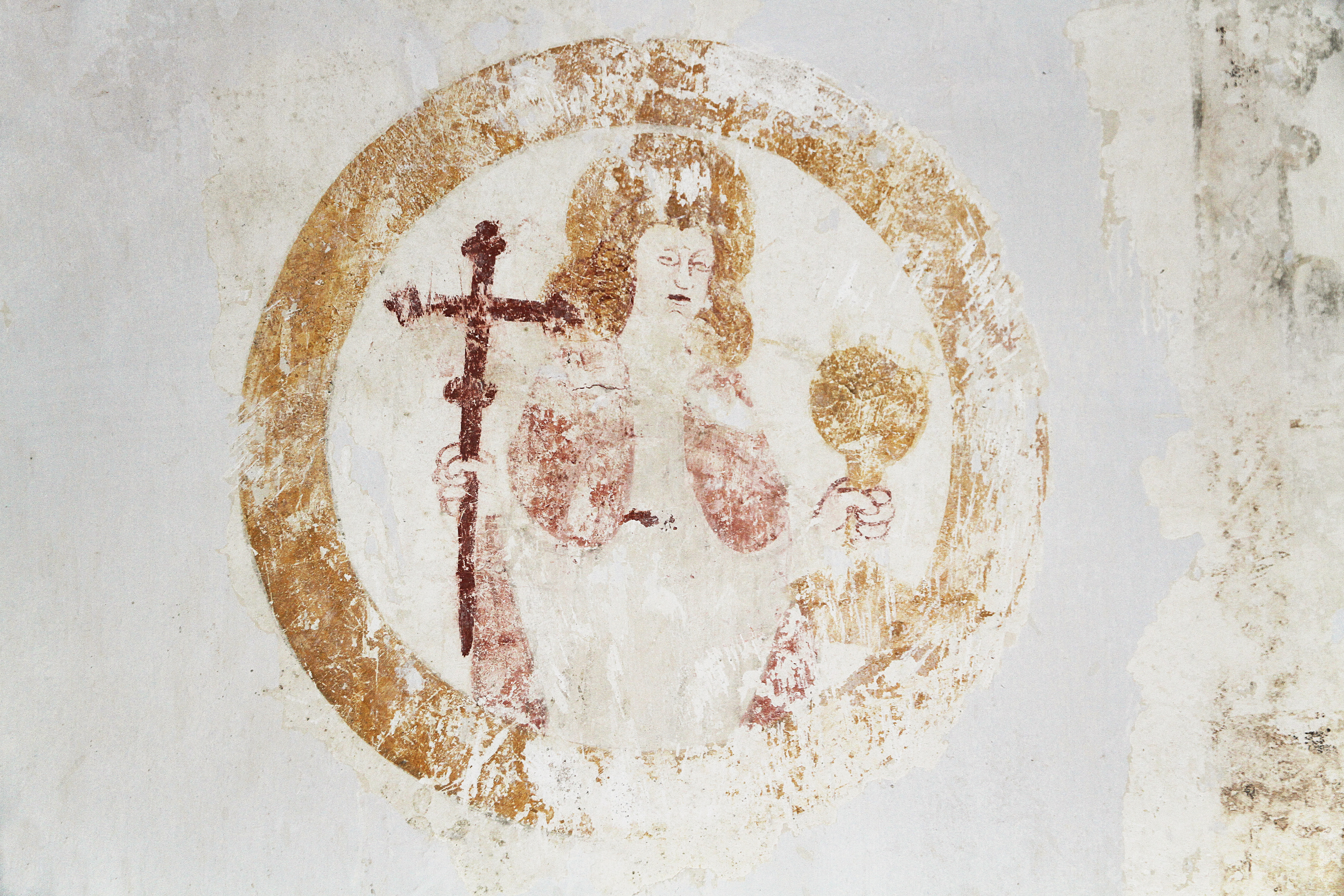
Saint Jean l'Évangéliste.
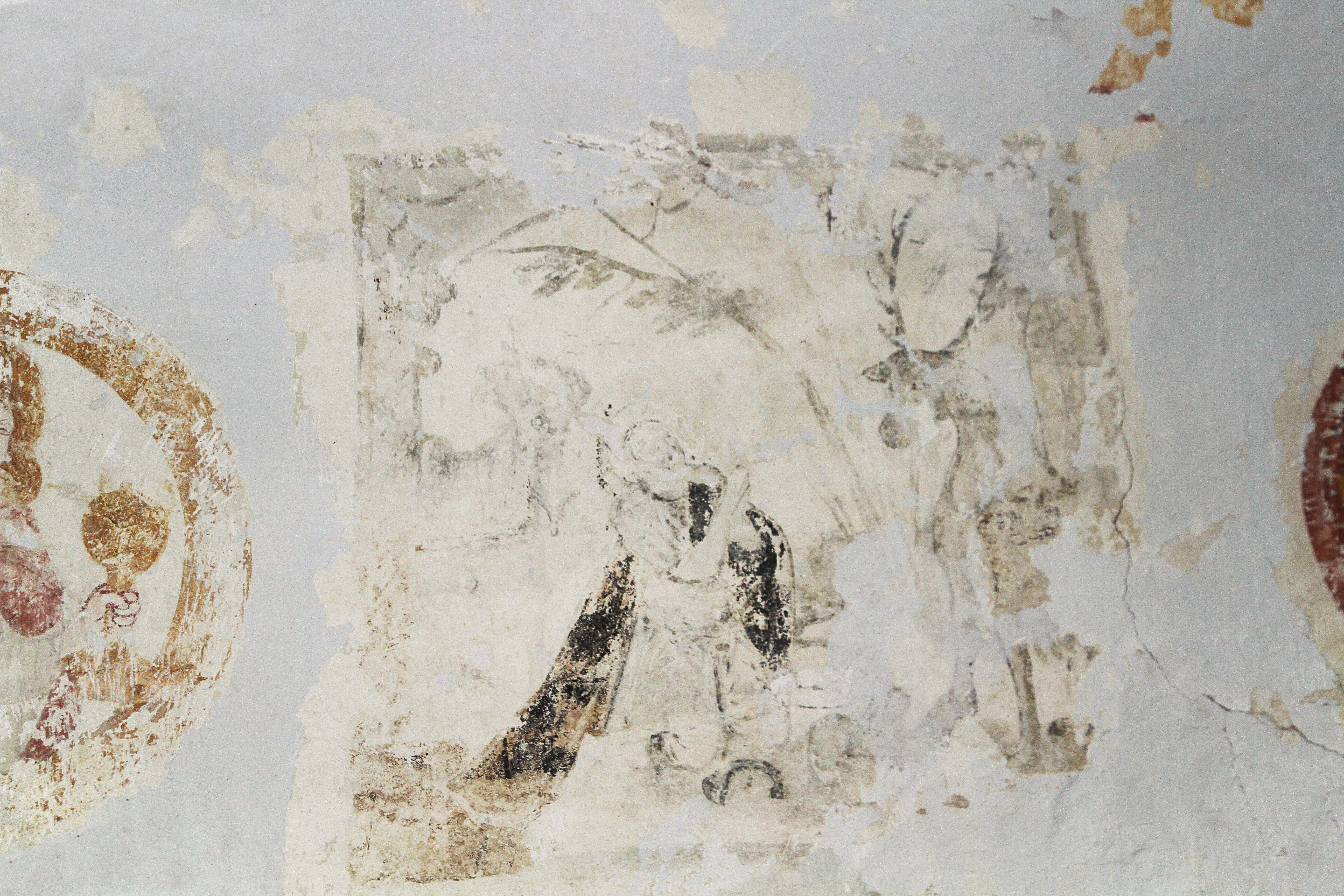
Saint Hubert.
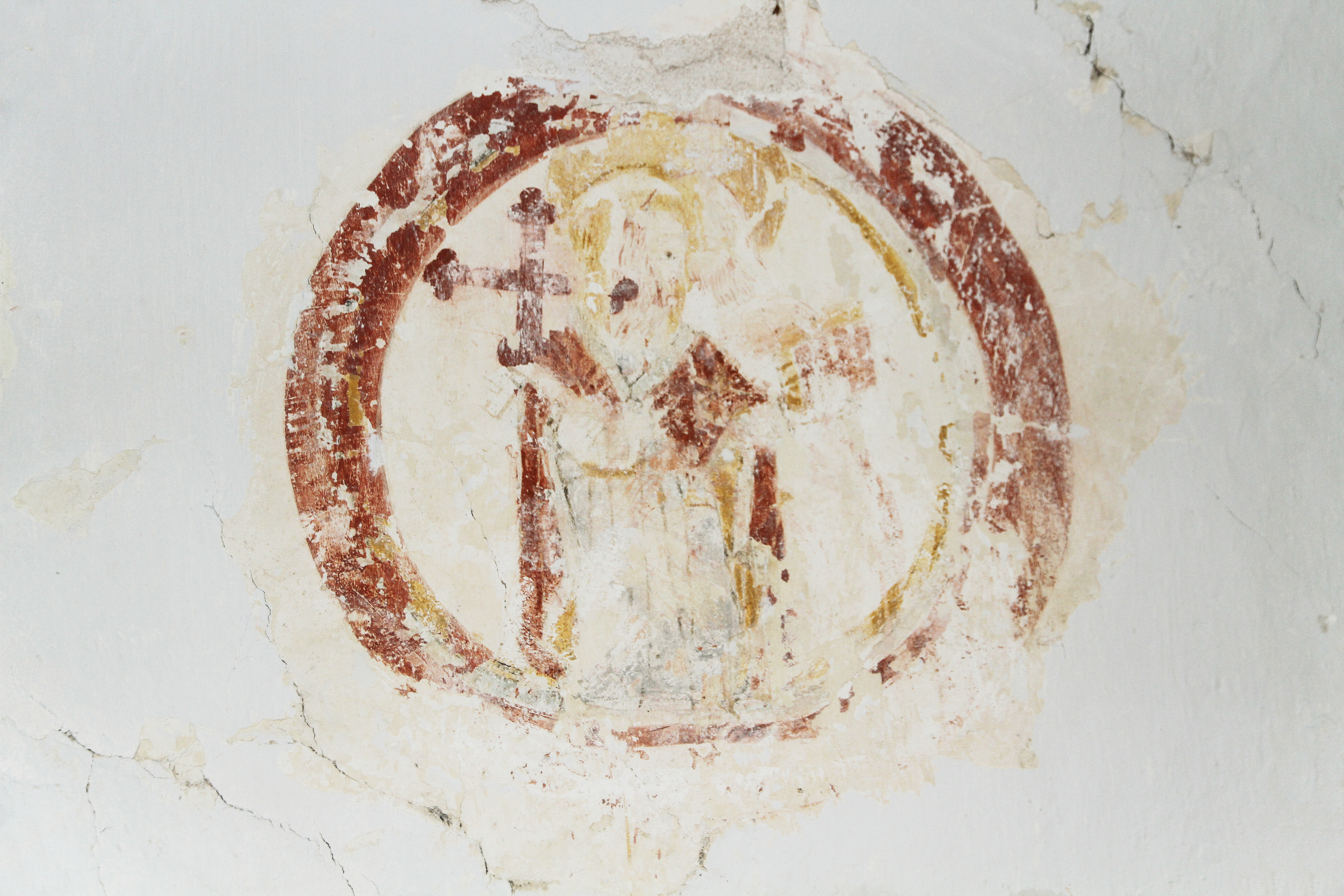
Saint Pierre.